# Alfred Lüth
Alfred Lüth (?-1944), Lit ou von Lüth est un capitaine de la Wehrmacht qui exerce les fonctions de gouverneur de l'île de Zante pendant la Seconde Guerre mondiale. Il est surtout connu pour avoir été le gouverneur allemand pendant le sauvetage des juifs de Zante.
Il aurait ainsi peut-être permis de sauver, pour des raisons encore mal comprises, en collaboration avec l'évêque Chrysóstomos Dimitríou et le maire Loukas Carrer, l'intégralité de la population juive de Zante. Peu avant le retrait des troupes allemandes de l'île, il est remplacé par un autre gouverneur, est arrêté, peut-être pour avoir sauvé les Juifs et disparaît ensuite des sources, possiblement exécuté sommairement.

## Biographie
Selon certaines sources, il serait Autrichien, mais les archives autrichiennes ne permettent pas de s'en assurer.
Les Allemands prennent possession de Zante après la capitulation de l'Italie, en septembre 1943, von Lüth est le gouverneur militaire nommé à ce moment. Son grade est capitaine de la Wehrmacht. Il arrive sur l'île depuis Athènes le 9 septembre 1943, sous la direction du 68e corps d'armée et du général d'aviation Hellmuth Felmy. Ce corps d'armée est connu pour sa participation importante à la Shoah pendant l'occupation de la Grèce.
Pendant qu'il occupe le poste de gouverneur, il fait notamment créer de nouveaux timbres représentant le roi Victor-Emmanuel III. Son régiment aurait été envoyé sur l'île en guise de punition, ce qui aurait peut-être dès l'origine tendu ses relations avec le commandement nazi.
Alfred von Lüth est surtout connu pour ses actions pendant le sauvetage des juifs de Zante. Pendant cet épisode, après avoir menacé les responsables civils de l'île, l'évêque Chrysostomos Dimitriou et le maire Loukas Carrer de les exécuter s'ils ne lui donnaient pas la liste des Juifs présents sur l'île, il aurait accepté de ne pas le faire face à leur refus catégorique,. Lüth aurait aussi reçu au moins un diamant de la part de Chrysostomos Dimitriou pour empêcher la déportation des Juifs. Son attitude est particulièrement difficile à analyser, puisqu'il est à la fois prêt à mettre son pistolet sur la poitrine de Loukas Carrer pour le menacer s'il ne lui donne pas le nom et l'adresse des Juifs de l'île mais à d'autres reprises il aurait déclaré au dirigeant de la communauté juive de l'île, Yaakov Mordo qu'« autant que je vivrais, les Juifs de Zante ne seront pas pris ». Il aurait permis notamment d'éviter la déportation à Autschwitz à plus de 200 Juifs en faisant retarder les ordres de déportation,,, le temps que les Juifs se cachent dans les montagnes. Alfred von Lüth s'engage aussi dans une série de procédés rhétoriques vis-à-vis des autorités nazies pour éviter la déportation,,,, notamment en soutenant que si les Allemands déportent les Juifs, la population grecque se révolterait, les maires cesseraient d'obéir et l'évêque appellerait à la rébellion. 
Quelques jours avant la fin de l'occupation et le retrait des troupes nazies, un nouveau gouverneur est nommé pour prendre la place de von Lüth. Pour des raisons difficiles à comprendre, qui ont peut être à voir avec le fait qu'il aurait sauvé des Juifs, mais ce n'est pas certain, il est arrêté par ce nouveau gouverneur. Alfred von Lüth disparaît ensuite des sources et il est envisageable qu'il ait été exécuté sommairement à ce moment.

## Analyse
Il semblerait que la situation sur l'île soit une exception, car Lit ne fait pas enregistrer les Juifs, contrairement aux autres îles grecques occupées. Pour l'historienne grecque Anna Maria Droumpouki, il est « certain » que son « aide silencieuse » est l'une des raisons du sauvetage de l'intégralité des Juifs de l'île. Certains historiens soutiennent l'idée que Lüth a directement sauvé les Juifs, notamment en les avertissant de la menace imminente,. Selon d'autres historiens, cependant, il n'aurait certainement pas aidé les Juifs et aurait fait adopter les mesures habituelles du Troisième Reich ; affiches rouges sur les murs de Zante, interdiction de verrouiller les portes, obligation d'écrire le nom des habitants sur les portes du ghetto de l'île, menace de fusiller tout Grec qui cacherait un Juif et ordonne même la venue de bateaux pour la déportation.
En réalité, pour ces derniers, comme Valentina Pisanty, il s'agit possiblement d'une volonté de Lüth d'éviter les répercussions pour la Shoah. L'éventualité d'un tribunal de guerre spécial, comme aux futurs procès de Nuremberg, est déjà un sujet amplement discuté à la fin de 1943 et au début 1944, alors que les troupes allemandes prévoient l'évacuation de Grèce. Cela aurait pu pousser Lüth à éviter de déporter la communauté de l'île, pour éviter les répercussions pénales. Pour Hagen Fleischer, cependant, bien que Lüth ait soutenu les Juifs et les ait protégé, notamment pour des raisons de conflits avec le régime nazi, une des raisons qui explique le sauvetage des Juifs de Zante est aussi le fait que les bateaux venus pour effectuer la déportation dans les îles ioniennes sont rapidement surchargés de déportés de l'île voisine de Corfou, et ne peuvent plus embarquer des Juifs à Zante.
Son rôle est encore mal compris et oscille entre protection importante de la population juive, selon certains historiens,,, une tentative peu fructueuse de déporter les Juifs ou plutôt une volonté d'éviter les poursuites judiciaires, selon d'autres historiens.

## Postérité

### Art
Il est un personnage du roman Kein Mensch ist eine Insel de Wilhelm Kuehs. Il est décrit de la sorte, dans l'ouvrage In Memoriam, publié en 1950 par des rescapés juifs grecs :

« Le commandant de l'île, un bon Autrichien, a évité de suivre l'ordre de déportation. Il manœuvrait, contournait, trouvait des prétextes et des excuses pour retarder l'action en déclarant à ses supérieurs que les autorités locales, le métropolite, le maire, le préfet, le commissaire de police et toute l'opinion publique étaient opposés à la déportation. Lüth lui-même agissait résolument contre la déportation des Juifs. »